# ۲ دختر ۱ فنجان
۲ دختر ۱ فنجان (به انگلیسی: 2 Girls 1 Cup) نام غیررسمی فیلم تریلری است که برای فیلم پورنوی فاحشه‌های گرسنه محصول سال ۲۰۰۷ برزیل ساخته شده بود. این فیلم تبلیغی ۱ دقیقه‌ای با موضوع مدفوع‌خواری دو زن همجنسگرا را در حال انجام فتیش جنسی نشان می‌داد که ابتدا در یک لیوان مدفوع می‌کردند، سپس ظاهراً محتویات لیوان را می‌خوردند و در پایان هرآن‌چه را که خورده بودند در دهان دیگری استفراغ می‌کردند. روی این تصاویر قطعه موسیقی‌ای مربوط به فیلم هذیان عظمت با نام «تم عاشقان» پخش می‌شد.
این فیلم کوتاه تبدیل به یک میم اینترنتی بسیار معروف شد و باعث بروز بحث و گفتگوهای فراوان در فروم‌های اینترنتی و میان وبلاگ‌نویسان شد. حوالی اکتبر ۲۰۰۷ ویدئوهای فراوانی به وبگاه‌های ویدئویی مانند یوتیوب پست می‌شد که در آن‌ها عکس‌العمل بینندگان تریلر ۲ دختر ۱ فنجان پس از تماشای آن نمایش داده می‌شد.
فیلم فاحشه‌های گرسنه محصولی از شرکت «ام‌اف‌ایکس ویدئو» متعلق به مارکو فیوریتو تهیه‌کنندهٔ برزیلی فیلم‌های پورنو است. فیوریتو در اصل در زمینهٔ ویدئوهای فوت فتیش فعالیت می‌کرد و بعداً به موضوع مدفوع‌خواهی روی‌آورد.
او بعد‌ها اعتراف کرد که به جای مدفوع از شکلات استفاده می‌کرده.